# Blaise-sous-Arzillières
Blaise-sous-Arzillières is een gemeente in het Franse departement Marne (regio Grand Est) en telt 359 inwoners (2005). De plaats maakt deel uit van het arrondissement Vitry-le-François.

## Geografie
De oppervlakte van Blaise-sous-Arzillières bedraagt 6,9 km², de bevolkingsdichtheid is 52,0 inwoners per km².
De onderstaande kaart toont de ligging van Blaise-sous-Arzillières met de belangrijkste infrastructuur en aangrenzende gemeenten.

## Demografie
Onderstaande figuur toont het verloop van het inwonertal (bron: INSEE-tellingen).